# Ana María Romero-Lozada
Ana María Romero-Lozada Lauezzari (Lima, 17 de diciembre de 1947) es una socióloga y política peruana. Se ha desempeñado como ministra de la Mujer del Perú durante los gobiernos de Pedro Pablo Kuczynski (2016-2017) y de Alejandro Toledo (2002-2003 y 2003-2006). 

## Biografía
Realizó sus estudios escolares en el Colegio Villa María de la ciudad de Lima; luego estudió sociología en la Pontificia Universidad Católica del Perú y Ciencias Religiosas en la Pontificia Universidad Católica de Chile.
Se ha desempeñado como investigadora de la Escuela Superior de Administración y Negocios (ESAN), en la cual dirigió el Centro de Excelencia de Gestión Municipal.
Ha sido directora del Programa de Becas para la Paz (1988-1992) y del Programa de Desarrollo de Gobiernos Locales de la Agencia de los Estados Unidos para el Desarrollo Internacional - USAID (1996-2000), así como consultora del Banco Mundial.
En 1995 fue directora de Estudios de Extensión Académica en la Universidad Peruana de Ciencias Aplicadas (UPC).
Durante diez años fue directora del Centro Global para el Desarrollo y la Democracia en el Perú, asociación formada por expresidentes sudamericanos.
Se especializó en temas de descentralización y fortalecimiento de gobiernos locales y regionales.

## Labor política

### Gobierno de Alejandro Toledo
Fue parte del equipo que realizó el Plan de Gobierno de Perú Posible para las elecciones generales del 2001, en las cuales Alejandro Toledo resultó elegido Presidente.
En julio del 2002, Toledo la nombró ministra de la Mujer y Desarrollo Social del Perú, cargo que ejerció hasta julio del 2003.
En diciembre del 2003, tras la renuncia de la ministra Nidia Puelles por acusaciones de corrupción, Romero-Lozada juramentó el cargo por segunda vez, en el que permaneció hasta el final del gobierno de Toledo.
En su labor ministerial, promovió el desarrollo del Programa de Seguridad Alimentaria y Empleo, en el cual el se logró que el Ministerio de la Mujer, el de Agricultura y las municipalidades unan esfuerzos para la compra de alimentos y distribuirlos a las poblaciones más necesitadas del país; del mismo modo reorganizó el Ministerio, transfirió programas sociales a las regiones e impulsó programas para la protección social a la familia y a las personas en riesgo.[cita requerida]

### Gobierno de Pedro Pablo Kuczynski
El 15 de julio del 2016, el presidente electo Pedro Pablo Kuczynski anunció que Romero-Lozada sería nombrada ministra de la Mujer y Poblaciones Vulnerables del Perú.
El 28 de julio del 2016, durante la toma de mando, juró su cargo en una ceremonia realizada en el patio de honor del Palacio de Gobierno, al aire libre y a la vista del público.
Al asumir el ministerio, el 2 de agosto del 2016, anunció su propósito de convocar a las demás instituciones del Estado y del sector privado a trabajar coordinadamente para impulsar la autonomía económica de las mujeres, factor clave en la lucha contra la violencia de género.
Renunció al ministerio el 27 de julio del 2017.